# Текст пекс шмекс
«Текст пекс шмекс» (англ. On Writing Well: The Classic Guide To Writing Nonfiction) — книга з написання текстів нехудожньої літератури письменника та професора Єльського університету Вільяма Зінссера. Вперше опублікована 1976 року, книжка перевидавалась 8 разів та вийшла друком українською мовою 2018 року у видавництві «Наш Формат».
Це видання не з написання книжок про вигаданих персонажів. Замість цього, автор навчає, як створювати сюжет на основі реальних подій, пишучи про нове наукове відкриття, історії компаній, власну біографію та інші тексти. До того ж Зінссер показує, які фокуси можна використовувати, щоб переконати читачів дочитати твір, та викликати в них емоції та довіру.

## Історія видання
1976 року Зінссер викладав курс документальної прози у Єльському університеті та обдумував написання книжки зі створення текстів нон-фікшн. Його прикладом був класичний посібник для письменників «Елементи стилю» Вільяма Странка, на основі якого він написав свої методи роботи з текстом.
Книжку розкупили мільйонним тиражем, тому видання постійно доповнювали та перевидавали. Пізніше люди почали писати тексти в блоги та соціальні мережі, виникло ділове листування електронною поштою. Враховуючи це, 2006 року автор підготував черговий варіант перевидання з актуальними порадами з письма. Книжку опублікували в американському видавництві Harper Collins Publishers, а видавництво «Наш Формат» надрукувало її українською мовою у 2018 році. Перекладачем українського видання став Дмитро Кожедуб.

## Огляд книги
Книга поділена на 4 частини. Спочатку автор наводить принципи створення цікавого нон-фікшн тексту. Якісне письмо не лише має бути простим та зрозумілим, вільним від зайвих слів та складних конструкцій, а й має пробуджувати емоції читача. Для такого ефекту автору варто додати до розповіді щирі та чесні подробиці, пережиті на власному досвіді. Простота тексту та щирість автора роблять текст переконливим і змушують довіряти письменнику, а саме це стимулює читача прочитати історію до кінця.
У другій частині книжки автор розповідає про дієві методи роботи з текстом. Наприклад, радить використовувати прив'язку до часу, та писати розповідь від початку до кінця у теперішньому чи минулому часі. Іншою прив'язкою є тон розповіді, коли письменник обирає формалізовану чи невимушену манеру спілкування з читачем.
У третій частині автор розповідає, як працювати в окремих літературних жанрах. Наприклад, як робити читабельні інтерв'ю, путівники, мемуари, ділові листи співробітникам, спортивні замітки, огляди критиків та гумористичні тексти. У цих розділах можна дізнатись, як написати захопливу автобіографію, ненудний текст про науку, та навіть щире привітання з днем народження для колеги. У книзі є розділ про «серйозних гумористів», тобто письменників, які для передачі сюжету використовують гумор.
Про страхи письменників написано в четвертій частині книжки. Загроза несхвалення, втрати інтересу до теми, зациклення на кінцевому результаті — це типові відчуття авторів. Зінссер розповідає про експерименти, які він проводив зі своїми студентами, щоб побороти такі психологічні бар'єри.

## Цитати
- Так чи інакше, письменник повинен намагатися продати не тему роботи, а своє справжнє єство. Саме ентузіазм автора і захоплення предметом своєї оповіді змушують мене прикипати до сторінок.

- Не вийде добре писати, якщо у вашій голові все сплуталося. Можливо, ви вичавите із себе абзац чи два, але невдовзі читач загубиться в лабіринті слів, і його буде дуже складно зацікавити знову.

- Перш ніж почати писати, поставте собі кілька питань:

1. «Як хто я звертатимусь до читача?» (як репортер/як джерело інформації/як звичайна людина);
2. «Який займенник і час я використовуватиму?» (теперішній/минулий);
3. «Яким буде стиль?» (безособовий репортерський/від певної особи/формальний/недбалий);
4. «Як я ставитимуся до свого матеріалу?» (зацікавлено, відсторонено, оцінюючи, іронічно, захоплено);
5. «Наскільки я хочу охопити предмет оповіді?»;
6. «Яку головну думку я хочу донести?».

- Коли мені потрібна мотивація, щоб продовжувати працювати, я кажу собі: «Сідай у літак». Коли якась тема вас цікавить, переслідуйте її, навіть якщо треба їхати в інший округ, інший штат чи іншу країну. Матеріал не знайде вас сам.

## Книга українською
- Зінссер, Вільям. Текст пекс шмекс / Пер. з англ. Дмитро Кожедуб. — К. : Наш Формат, 2018. ISBN 978-617-7552-59-7.